# Халитов, Роман Рашитович
Роман Рашитович Халитов — трехкратный чемпион мира по практической стрельбе (в разных дисциплинах). Заслуженный мастер спорта России. Мастер спорта России международного класса.

## Биография
Родился в Екатеринбурге. С 4-х лет занимался разными видами спорта — ушу, каратэ, плавание, легкая атлетика, историческое фехтование, ножевой бой, кендо, страйкбол. Окончил Уральский государственный технический университет — УПИ, радиотехнический факультет по специальности ВМКСС.
В 2009 году начал заниматься практической стрельбой. В 2013 году победил на Кубке России в личном зачёте по ружью и в командном зачёте по карабину на чемпионате России.
В 2015 году завоевал золото в личном зачёте на чемпионате России, занял второе место на чемпионате мира по ружью в открытом классе. На чемпионате мира завоевал золото в командном зачёте вместе с Всеволодом Ильином, Рамазаном Мубараковым, Андреем Кирисенко.
В 2017 году победил в личном зачёте на чемпионате мира по карабину в России.
В 2018 году завоевал 7 золотых медалей, в том числе на чемпионате России в личном зачёте и чемпионате мира во Франции в командном зачёте по ружью.
Ученица Алёна Карелина также стала трехкратной чемпионкой мира. После чемпионата мира 2018 года они поженились.
С 2018 года основная дисциплина — карабин пистолетного калибра. С 2019 по 2022 год из 24-х соревнований по карабину пистолетного калибра выиграл 22 и в двух занял второе место.

## Главные награды
Чемпионаты мира, личный зачёт
- Серебряный призёр чемпионата мира по ружью (World Cup 2015)
- Чемпион мира по карабину (World Cup 2017[1])

Чемпионаты мира, командный зачёт
- Чемпион мира по ружью (World Cup 2015[1])
- Чемпион мира по ружью (World Cup 2018)

Международные соревнования, личный зачёт
- Чемпион Eurasia Extreme Open по карабину в пистолетном калибре (2019)
- Четырёхкратный чемпион Eurasia Open по карабину в пистолетном калибре (2019, 2021, 2022, 2023)
- Чемпион открытого чемпионата Норвегии по пистолету (2013)
- Двукратный серебряный призёр Central-Euroopen Shotgun Open в Венгрии (2016, 2017)
- Чемпион кубка республики Казахстан по ружью (2019)
- Чемпион Shooting league continental

Международные соревнования, командный зачёт
- Двукратный чемпион Central-Euroopen Shotgun Open (2016, 2017)

Всероссийские соревнования, личный зачёт
- Двукратный чемпион России по ружью (2015, 2018)
- Двукратный чемпион России по карабину пистолетного калибра (2019, 2022)
- Серебряный призёр чемпионата Росси по ружью (2016)
- Трехкратный серебряный призёр Чемпионата России по пистолету (2019, 2021, 2022)
- Бронзовый призёр Чемпионата России по пистолету (2017)
- Бронзовый призёр Чемпионата России по ружью (2017)
- Победитель турнира шлема Великого Князя Александра Невского по тригану (пистолет, карабин, ружьё) (2016)
- Чемпион континентальной стрелковой лиги

Всероссийские соревнования, командный зачёт
- Двукратный чемпион России в команде по ружью (2017, 2018)
- Трехкратный чемпион России по пистолету (2019, 2021, 2022)
- Чемпион России по тригану (пистолет, ружьё, карабин, 2016)
- Чемпион России по карабину (2013)

## Личная жизнь
Летом 2018 года женился на Алёне Карелиной.